# Вестсайдская история (фильм, 2021)
«Вестса́йдская исто́рия» (англ. West Side Story) — американская музыкальная романтическая драма 2021 года в жанре мюзикл, срежиссированная Стивеном Спилбергом по сценарию Тони Кушнера. Фильм является второй полнометражной адаптацией одноимённого бродвейского мюзикла 1957 года, созданного Джеромом Роббинсом, Артуром Лорентсом, Леонардом Бернстайном и Стивеном Сондхаймом. Главные роли исполнили Энсел Эльгорт и Рэйчел Зеглер, для которой лента стала дебютной в карьере. Также в фильме сыграли Ариана Дебос, Дэвид Альварес, Майк Файст и Рита Морено. Морено, снявшаяся в экранизации 1961 года, также выступила исполнительным продюсером вместе с Кушнером. В фильме звучит музыка Леонарда Бернстайна на стихи Стивена Сондхайма.
Студия 20th Century Fox начала разработку новой экранизации в 2014 году. Тони Кушнер приступил к написанию сценария в 2017 году. В январе 2018 года Стивен Спилберг стал режиссёром, а кастинг начался в сентябре того же года. Джастин Пек выступил хореографом танцевальных номеров. Основные съёмки проходили в Нью-Йорке и Нью-Джерси, начались в июле 2019 года и продолжались два месяца. Компания Walt Disney Studios Motion Pictures выступила дистрибьютором фильма через бренд 20th Century Studios. Первоначальная дата премьеры в декабре 2020 года была изменена из-за пандемии COVID-19.
Мировая премьера «Вестсайдской истории» состоялась 29 ноября 2021 года в театре Роуз Линкольн-центра, через три дня после смерти Сондхайма. Картина вышла в широкий прокат в США 10 декабря 2021 года, в России — 9 декабря. Фильм получил всеобщее признание критиков, которые особо отметили актёрскую игру, режиссуру Спилберга и операторскую работу; при этом, некоторые критики сочли новую экранизацию лучшей адаптацией мюзикла. Национальный совет кинокритиков США и Американский институт киноискусства включили ленту в список десяти лучших фильмов 2021 года. Тем не менее, лента стала кассовым провалом, собрав $76 млн при бюджете в $100 млн. Помимо прочих наград, «Вестсайдская история» получила семь номинаций на 94-й церемонии вручения премии «Оскар», включая номинацию в категории «Лучший фильм». Картина также получила четыре номинации на 79-й церемонии вручения премии «Золотой глобус», получив три статуэтки в категориях «Лучший фильм — комедия или мюзикл», «Лучшая женская роль в комедии или мюзикле» (Зеглер) и «Лучшая женская роль второго плана в фильме» (Дебос).

## Сюжет
В 1957 году «Ракеты», уличная банда молодых людей-потомков белых эмигрантов, сражается с «Акулами»-пуэрториканцами за контроль над кварталом Сан-Хуан-Хилл в районе Вест-Сайд на Манхэттене. Офицер Крапке и лейтенант Шранк всячески пытаются остановить борьбу группировок, делая акцент на том, что здания в квартале всё равно будут разрушены для строительства Линкольн-центра. Однако члены банд слишком горды. Рифф, лидер «Ракет», предлагает решить всё в драке и обращается за помощью к своему другу Тони, который недавно условно-досрочно вышел из тюрьмы. Тони отказывается, желая начать жизнь с чистого листа, работая помощником у пуэрториканки Валентины, владелицы универсального магазина Дока. Тем временем, Мария, сестра лидера «Акул» Бернардо, обручена с его другом Чино, но жаждет свободы. На одном из танцевальных вечеров Тони и Мария влюбляются друг в друга. Это злит Бернардо и он соглашается на условия Риффа насчёт драки, но при условии, что Тони тоже придёт. После танцев влюблённый Тони находит дом Марии и обещает ей встречу следующим вечером.
Бернардо и его девушка Анита спорят из-за сравнения жизни в Нью-Йорке и в Пуэрто-Рико: Анита верит в Американскую мечту, а Бернардо относится к ней скептически. Полиция допрашивает членов «Ракет» о будущей драке, но те всё отрицают. Тони устраивает Марии свидание в музее Клойстерс в Верхнем Манхэттене. Тони рассказывает, что сел в тюрьму на год после того, как чуть не забил до смерти члена другой банды; это напугало его и заставило исправиться. Мария заставляет Тони пообещать остановить готовящуюся драку, и они клянутся друг другу в любви. Тони пытается убедить Риффа остановиться, украв его недавно купленный пистолет, но «Ракеты» возвращают его себе. Лейтенант Шранк приказывает Крапке и полиции остановить драку. Несмотря на все усилия, драка всё же происходит, и Бернардо смертельно ранит Риффа. Тони в припадке ярости наносит удар Бернардо ножом и убивает его. После прибытия полиции банды разбегаются, а Чино находит пистолет Риффа.
Мария хвастается подругам на работе своей любовью к Тони, но пришедший Чино рассказывает, что Тони убил Бернардо. Мария в смятении возвращается домой, но увидев Тони в окне своей комнаты, запрещает ему сдаваться с повинной и уверяет его в необходимости бежать. Валентина узнаёт о гибели Бернардо и задумывается о природе своих отношений с покойным Доком. Тем временем, Чино замышляет убийство Тони, несмотря на возражения «Акул». Анита опознаёт в морге тело Бернардо и, вернувшись домой, застаёт Марию и Тони. Анита спорит с Марией, но понимает, что та по-настоящему влюблена в Тони. Позже лейтенант Шранк допрашивает Марию о местонахождении Тони, а она посылает Аниту в магазин Валентины, чтобы предупредить Тони. Однако в магазине Анита наталкивается на нескольких «Ракет», которые оскорбляют её по расовым соображениям и пытаются изнасиловать. Девушку спасает пришедшая Валентина. Потрясённая Анита клянётся вернуться в Пуэрто-Рико и лжёт Валентине, заявляя, что Чино убил Марию. Валентина порицает «Ракет», которые с позором расходятся.
Валентина передаёт Тони слова Аниты, и тот выбегает на улицу, умоляя Чино убить его. Мария с собранными вещами приходит к магазину, но появляется Чино и стреляет в Тони; он умирает на руках Марии. Мария берёт пистолет и целится в прибежавших «Ракет» и «Акул», осуждая их за бессмысленные смерти, вызванные их конфликтом; со слезами на глазах она бросает пистолет. Перед самым прибытием полиции обе банды поднимают тело Тони на руки и относят его в магазин Дока, а Мария идёт за ними.

## В ролях

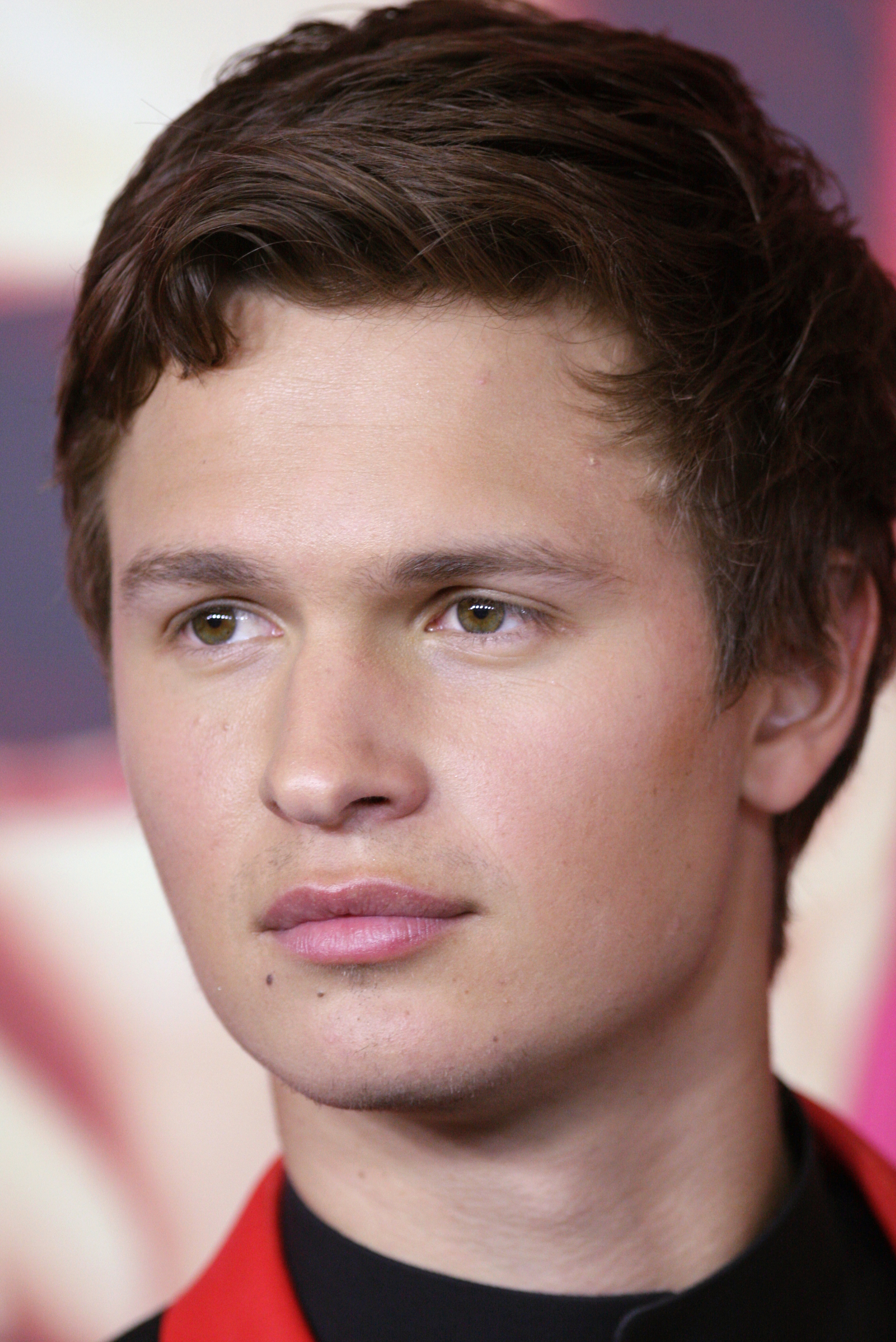
Энсел Эльгорт
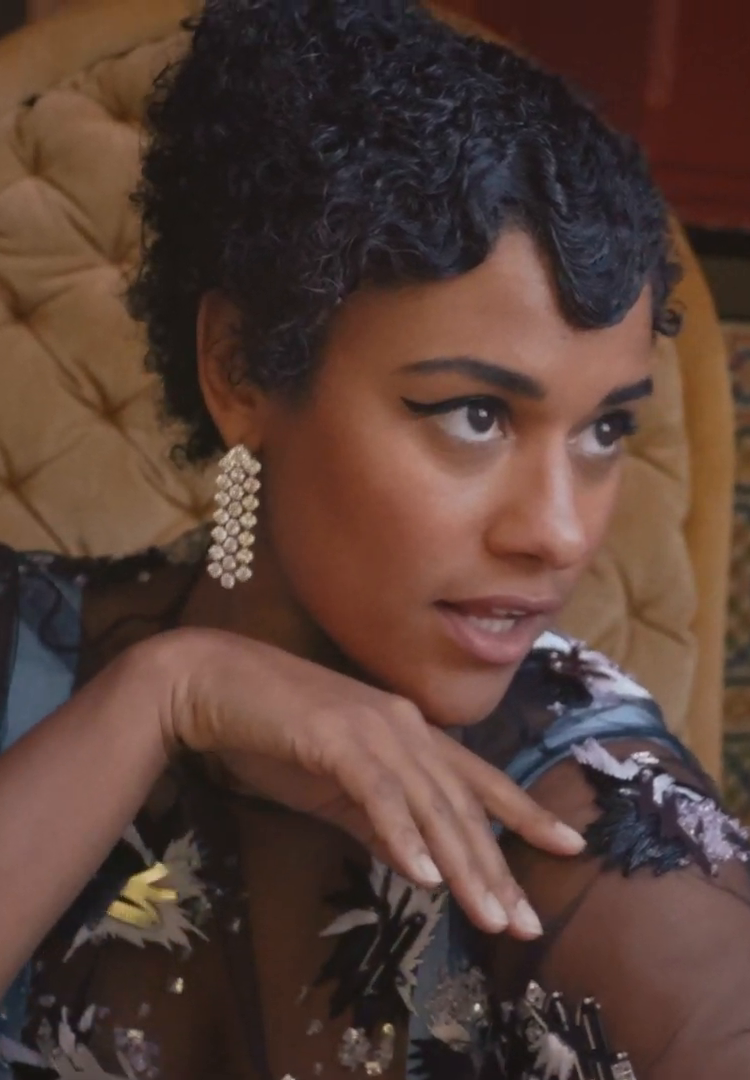
Ариана Дебос
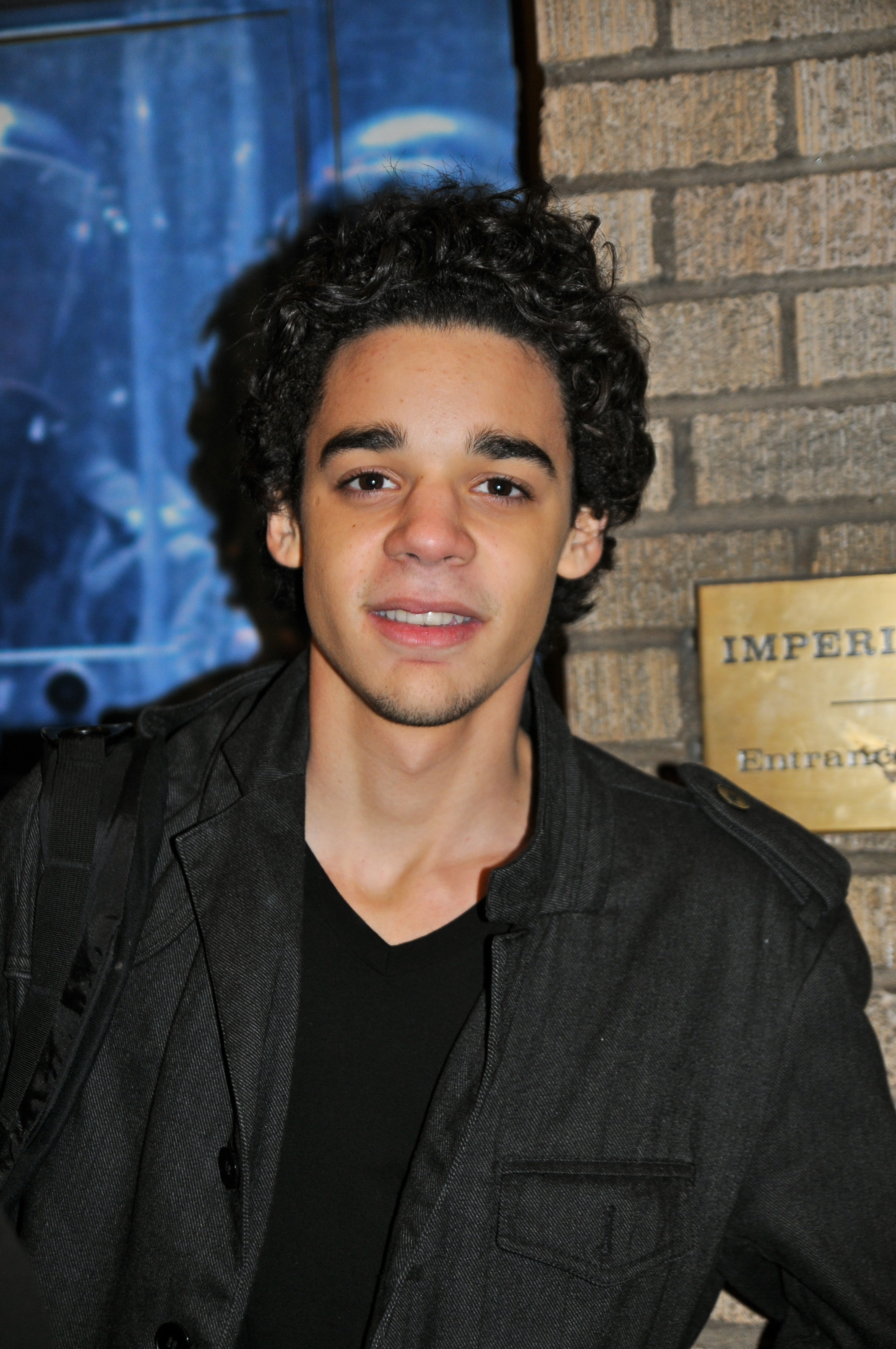
Дэвид Альварес
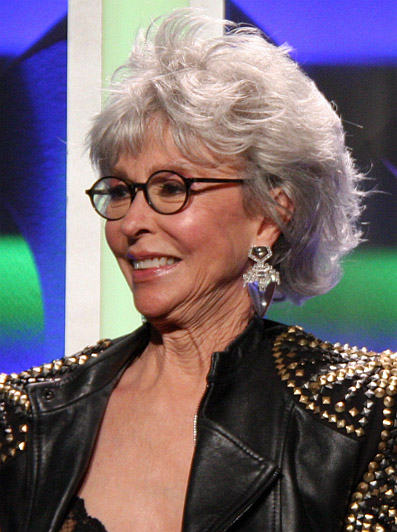
Рита Морено

### Основной актёрский состав
| - Энсел Эльгорт — Тони - Рэйчел Зеглер — Мария - Ариана Дебос — Анита - Дэвид Альварес — Бернардо - Майк Файст — Рифф - Рита Морено — Валентина - Брайан д’Арси Джеймс — офицер Крапке - Кори Столл — лейтенант Шранк - Джош Андрес Ривера — Чино | - айрис менас — Энибоди - Андреа Барнс — Фауста - Майк Айвсон — Счастливая Рука - Джамила Веласкес — Мече - Аннелиз Сеперо — Прови - Яссмин Алерс — Ллувия - Джейми Харрис — Рори - Кёртисс Кук — Эйб |

### «Акулы»
| - Джулиус Энтони Рубио — Кике - Дэвид Авилес Моралес — Анибал - Себастьян Серра — Браулио - Рикардо А. Зайас — Чаго - Карлос Э. Гонсалес — Чучо - Рикки Убеда — Флако - Андрей Шагас — Джочи | - Адриэль Флит — Хулито - Джейкоб Гусман — Джуниор - Кельвин Дельгадо — Маноло - Карлос Санчес Фалу — Пипо - Юрел Эчезаррета — Себас - Дэвид Гусман — Тино |

### «Ракеты»
| - Шон Харрисон Джонс — Экшен - Джесс ЛеПротто — А-Раб - Патрик Хиггинс — Малыш Джон - Кайл Аллен — Балкан - Джон Майкл Фиумара — Большое Дело - Кевин Чолак — Дизель - Кайл Коффман — Айс | - Дэниел Патрик Рассел — Маленький Моли - Бен Кук — Оратор - Харрисон Колл — Намберс - Гаретт Хоу — Скинк - Майлз Эрлик — Сноубой - Джулиан Элия — Тигр |

### Девушки «Акул»
| - Ана Изабель — Розалия - Ильда Мейсон — Луз - Танаири Саде Васкес — Чарита - Есения Айала — Клэри - Габриэлла М. Сото — Кончи - Джульетта Фелисиано Ортис — Кука - Жанетт Дельгадо — Или | - Мария Алексис Родригес — Иса - Эдриз Э. Роза Перес — Хасинта - Дженнифер Флорентино — Монтсе - Мелоди Марти — Пили - Габи Диас — Тати - Изабелла Уорд — Тере |

### Девушки «Ракет»
| - Палома Гарсия-Ли — Грациелла - Элоиза Кропп — Дот - Ли-Энн Эсти — Гасси - Лорен Лич — Карен - Бриттани Поллак — Мак - Келли Дробник — Мами - Скай Мэттокс — Макси | - Адриана Пирс — Натали - Джоналин Саксер — Ронда - Брианна Абруццо — Сорелла - Халли Толанд — Швеция - Сара Эсти — Тат - Талия Райдер — Тесси - Мэдди Зиглер — Велма |

Три члена «Ракет» из экранизации 1961 года: Харви Эванс, сыгравший Оратора, Берт Майклс, сыгравший Сноубоя, и Дэвид Бин, сыгравший Тигра, появляются в качестве актёров на заднем плане. Андреа Барнс, сыгравшая Марию в европейском турне мюзикла 1992—1993 годов, исполнила роль Фаусты.

## Производство

### Разработка
«Я всегда хотел снять мюзикл. Не такой, как „Мулен Руж!“ – старомодный, консервативный мюзикл. … А такой, как „Вестсайдская история“ или „Поющие под дождём“. Я ищу такой мюзикл двадцать лет. Мне просто нужно то, что взбудоражит меня».
В марте 2014 года Стивен Спилберг впервые всерьёз выразил заинтересованность в постановке новой адаптации «Вестсайдской истории», что побудило студию 20th Century Fox приобрести права на проект. Тони Кушнер, который ранее работал со Спилбергом над «Мюнхеном» (2005) и «Линкольном» (2012), в интервью в июле 2017 года рассказал, что пишет сценарий для фильма, заявив, что оставит музыкальные номера нетронутыми и что история будет ближе к оригинальному мюзиклу, чем к фильму 1961 года. В интервью 2020 года Спилберг признался журналу «Vanity Fair»: «„Вестсайдская история“ была фактически первым произведением популярной музыки, которое наша семья впустила в свой дом. Я… полностью влюбился в него в детстве». В итоге Спилберг посвятил фильм своему отцу Арнольду, который умер в возрасте 103 лет во время производства новой ленты.
В интервью 2021 года Спилберг глубже объяснил, почему, по его мнению, пришло время для новой экранизации мюзикла, сказав:
«Разногласия между людьми разных взглядов стары как сам мир. <…> Разногласия между „Акулами“ и „Ракетами“ в 1957 году, вдохновившие мюзикл, были глубоки. Но не такими серьёзными, как сегодня. Во время разработки сценария оказалось, что в наши дни ситуация усугубилась. Я думаю, в некотором смысле, это сделало историю расовых различий — а не только территориальных — более актуальной именно для сегодняшней аудитории, чем, возможно, для зрителей в 1957 году».

### Подготовка
В январе 2018 года было объявлено, что Спилберг, вероятно, станет режиссёром фильма после завершения съёмок пятой части франшизы об Индиане Джонсе. Через несколько дней после этого был объявлен открытый кастинг на роли Марии, Тони, Аниты и Бернардо. Дополнительные открытые кастинги были проведены в апреле в Нью-Йорке и в мае в Орландо (Флорида). В июле был отложен выпуск пятого фильма об Индиане Джонсе, что позволило Спилбергу начать пре-продакшн «Вестсайдской истории».
В сентябре 2018 года Джастин Пек был нанят в качестве хореографа фильма, а Энсел Эльгорт получил роль Тони. В ноябре Эйса Гонсалес стала претенденткой на роль Аниты. Рита Морено, сыгравшая Аниту в фильме 1961 года, не только получила роль Валентины в новой экранизации, но и выступила исполнительным продюсером фильма. В январе 2019 года на роль Марии из более 30 тысяч актрис была выбрана дебютантка Рэйчел Зеглер. В том же месяце Ариана Дебос, Дэвид Альварес и Джош Андрес Ривера получили роли Аниты, Бернардо и Чино, соответственно. В марте 2019 года Кори Столл и Брайан д’Арси Джеймс присоединились к актёрскому составу. Спустя месяц была анонсирована остальная часть актёрского состава, группировок «Ракет» и «Акул».

### Съёмки
В июле 2019 года съёмки проходили в Гарлеме и других локациях Манхэттена, а также в нью-йоркском микрорайоне Флэтлэндс. В августе 2019 года в Патерсоне, штат Нью-Джерси, прошли десятидневные съёмки на открытой площадке. В августе и сентябре съёмки проходили в Ньюарке и других частях округа Эссекс в Нью-Джерси. Производство продолжалось 79 дней и завершилось 27 сентября 2019 года. Все декорации были изготовлены на складе Steiner Studios.
Как один из исполнительных продюсеров фильма, Рита Морено присутствовала на съёмочной площадке в течение большей части производства, часто консультируясь с Пеком по поводу хореографии. Морено описала съёмку сцены, в которой Валентина спасает Аниту, как особенно трудную из-за её собственного трагического опыта, связанного с сексуальным насилием в Голливуде, а также из-за сюрреалистической задачи спасения героини, которую она сама сыграла 60 лет назад. Сцена была отрепетирована с координатором по вопросам интимности, чтобы обеспечить безопасность Арианы Дебос во время сцены: Морено, испытавшая паническую атаку во время съёмки этой же сцены для фильма 1961 года, была крайне удивлена наличию в съёмочной группе подобной должности. Морено также выпала честь держать в руках хлопушку для знаменитого «кадра лужи», когда Тони, напевая «María», наступает в большую лужу и превращает её в отражение колыхающегося света и воды. С подобным предложением за несколько минут до съёмки сцены выступил оператор ленты Януш Каминский. Именно эта сцена и этот кадр стали последними, снятыми в последний день съёмок.
Начало сцены «Танец в спортзале» включало три монтажных склейки для создания ощущения одного непрерывного кадра. Каминский рассказал, что «сцена начинается со стабилизационной камеры в движении, ведущей актёров по коридору, а затем, когда двери открываются, задействуется камера-кран, поднимающаяся в воздух и перелетающая на другую сторону спортзала». Звукорежиссёр ленты Энди Аарон добавил, что танцевальные шаги в сцене были записаны вживую на площадке, что позволило использовать их в финальной звуковой дорожке без добавления музыки. Этот момент из фильма стал вирусным в социальных сетях, а режиссёр Гильермо дель Торо описал его как «чрезвычайно трудный для исполнения».
Спилберг и Сондхайм изначально хотели вырезать из фильма музыкальный номер «I Feel Pretty». Вопреки желанию Сондхайма номер был включён в оригинальный мюзикл сразу после сцены драки: продюсеры попросили его и Бернстайна добавить оптимистичную песню для начала второго акта, поэтому песня была написана в знак протеста. Позже Сондхайм заметил, что текст смутил его до такой степени, что он позволил вырезать его из новой бродвейской постановки мюзикла 2020 года режиссёра Иво ван Хове. Спилберг также усомнился в приемлемости наличия оптимистичной песни после драки. В итоге, благодаря вмешательству Тони Кушнера, песня осталась в финальной версии, как позже объяснил Спилберг: «Тони [Кушнер] объяснил мне, а затем я объяснил Стивену… , что впервые за весь фильм зрители сюжетно окажутся впереди Марии и будут мысленно оберегать её, осознавая, что вот-вот она всё узнает».

### Хореография
Хореограф Джастин Пек, оператор Януш Каминский и Спилберг тесно сотрудничали над синтезом хореографии и движениями камеры. Спилберг постоянно присутствовал во время танцевальных репетиций и использовал камеру на своём портативном iPhone для уточнения границ кадров.
Пек отметил, что танец в фильмах-мюзиклах за последние несколько десятилетий превратился в нечто вроде шутки, а фильм 1961 года получил лёгкую насмешку за демонстрацию жестоких бандитских разборок через балетные движения. Беря в расчёт более реалистичный подход новой экранизации к материалу, Пек решил рассматривать танец как символ единства между бандами: «Мы должны помнить, что это всё ещё мюзикл и что в нём существует уникальный вид самовыражения. Это не полномасштабный, буквальный реализм». Пек определяет сцену с композицией «Cool» как наиболее показательный для подобного подхода танцевальный номер, сочетающий виртуозные балетные движения и драку за пистолет.
Танцевальные номера не воссоздают хореографию Джерома Роббинса, использованную в большинстве постановок мюзикла и в фильме 1961 года. Однако Пек и творческая команда помнили об определяющей роли Роббинса в языке телодвижений и иногда повторно использовали хореографию Роббинса для ностальгии. В качестве примера Спилберг приводит номер «The Rumble»: в начале сцены используется часть хореографии Роббинса, но по мере убыстрения движений в них всё больше проявляется оригинальная хореография Пека. Пек также выделил широкую яркую юбку в номере «America» и танец Тони и Марии в спортзале как прямые «цитаты» хореографии Роббинса. Номер «America», действие которого в фильме 1961 года происходит ночью на крыше, был перенесёна на дневные улицы Нью-Йорка. Съёмки сцены заняли 10 дней и проходили в разных местах Гарлема, Квинса и Патерсона. Танцевальные туфли Арианы Дебос расплавились, и их пришлось менять несколько раз на протяжении всей съёмки из-за жаркой погоды и интенсивности хореографии.
В титрах фильма упомянуты несколько танцоров-дублёров, поскольку они были несовершеннолетними и были записаны в танцевальный резерв ленты. Однако все актёры в фильме исполнили собственные танцы без дублёров, в том числе и Энсел Эльгорт, выпускник Школы американского балета.

### Костюмы
Пол Тазвелл, известный своими работами над «Гамильтоном» и The Wiz Live!, выступил художником по костюмам фильма. Чтобы зрительно отличить две банды друг от друга, Тазвелл решил одеть «Ракет» в холодные тона, чтобы отразить «сталь, бетон, улицы Нью-Йорка, какими они были в 1950-х годах», а «Акул» — в тёплые тона, чтобы передать дух Пуэрто-Рико, места, «откуда они пришли, с остров, с его тропической атмосферой».

### Музыка
В начале Спилберг обратился к своему частому соавтору Джону Уильямсу с просьбой стать композитором фильма. Уильямс предложил Спилбергу композитора Дэвида Ньюмана и дирижёра Густаво Дудамеля. Для фильма Ньюман создал новую аранжировку и адаптацию оригинальной партитуры Бернстайна, включив изменения, первоначально внесённые в бродвейскую партитуру Бернстайна Джонни Грином для фильма 1961 года (например, вставка мотива фуги из композиции «Cool» в «Prologue», расширенное соло трубы в «Mambo»). Дудамель дирижировал Нью-Йоркским филармоническим оркестром во время сессий записи музыки в 2019 году, а дополнительная запись Лос-Анджелесского филармонического оркестра была проведена во время пандемии COVID-19 в 2020 году. Джанин Тесори вступила преподавателем по вокалу, а Мэтт Салливан — музыкальным супервайзером, в то время как Джон Уильямс был музыкальным консультантом ленты. Все песни были предварительно записаны и воспроизводились на съёмках, кроме «One Hand, One Heart», «Somewhere» и «A Boy Like That / I Have a Love», которые были исполнены вживую на съёмочной площадке. Фрагменты композиции «María» также исполнялись вживую по просьбе Эльгорта.

### Музыкальные номера
| - «Prologue» — оркестр - «La Borinqueña» (версия Акул) — Бернардо, Кике, Браулио и Акулы - «Jet Song» — Рифф, Айс, Дизель, Большое Дело, Малыш Джон и Ракеты - «Something’s Coming» — Тони - «The Dance at the Gym: Blues, Promenade» — оркестр - «The Dance at the Gym: Mambo» — оркестр - «The Dance at the Gym: Cha-Cha, Meeting Scene, Jump» — оркестр - «María» — Тони - «Balcony Scene (Tonight)» — Мария и Тони - «Transition to Scherzo»/«Scherzo» — оркестр - «America» — Анита, Бернардо, Розалия, Луз, Акулы и девушки Акул | - «Gee, Officer Krupke» — Дизель, Большое Дело, А-Раб, Оратор, Сноубой, Малыш Джон и Балкан - «One Hand, One Heart» — Тони и Мария - «Cool» — Тони, Рифф, Айс, Экшен, Тигр и Намберс - «Tonight Quintet» — Рифф, Бернардо, Анита, Тони, Мария, Ракеты и Акулы - «The Rumble» — оркестр - «I Feel Pretty» — Мария, Луз, Розалия, Фауста, Чарита, Ллувия, Мече и Прови - «Somewhere» — Валентина - «A Boy Like That/I Have a Love» — Анита и Мария - «Mambo» (реприза) — оркестр - «Tonight» (реприза) — оркестр - «Finale» — оркестр |

### Саундтрек
Саундтрек был выпущен в цифровом формате Dolby Atmos компанией Hollywood Records 3 декабря 2021 года, а на физических носителях — 10 декабря 2021 года.

## Релиз

### Кинотеатры

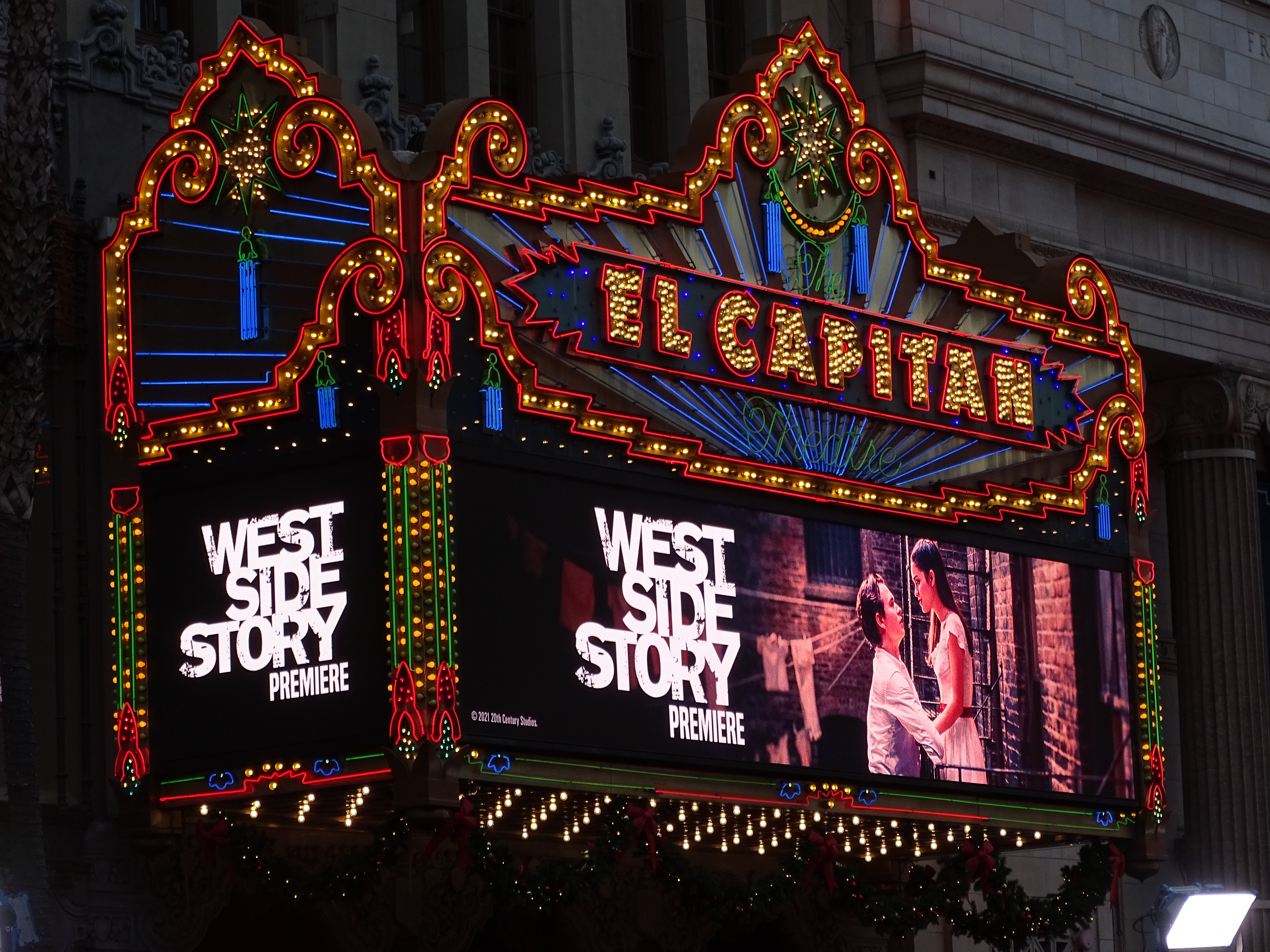
Премьера фильма в кинотеатре «Эль-Капитан» в Лос-Аджелесе 7 декабря 2021 года.

Первоначально планировалось, что фильм выйдет в США 18 декабря 2020 года под дистрибуцией 20th Century Studios. Однако в сентябре 2020 года из-за продолжающейся пандемии COVID-19 Disney отложила дату выхода до 10 декабря 2021 года, что совпало с 60-летней годовщиной выхода на экраны фильма 1961 года. Лента получила эксклюзивный 45-дневный показ только в кинотеатрах, включая Dolby Cinema и IMAX. 6 декабря 2021 года во всех IMAX-кинотеатрах США прошли показы фильма для фанатов с серией вопросов и ответов с участием Спилберга и актёрского состава.
Первый показ кинокартины для членов актёрского состава, включая Зеглер, Файста, Андреса Риверу и других, прошёл в театре Дэниела Коха в Линкольн-центре 17 ноября 2021 года. Просмотр был одним из последних публичных появлений Сондхайма перед его смертью 26 ноября. Мировая премьера «Вестсайдской истории» состоялась 29 ноября в театре Роуз Линкольн-центра. Премьера фильм в Лос-Анджелесе в театре «Эль-Капитан» прошла 7 декабря.

### Маркетинг
25 апреля 2021 года, во время телетрансляции 93-й церемонии вручения премии «Оскар», Ариана Дебос представила тизер-трейлер фильма, а позже Рита Морено вручила премию «Оскар» за Лучший фильм, посвятив свою речь выходу фильма 1961 года и получению наград. Премьера официального трейлера фильма состоялась 15 сентября 2021 года во время программы «Доброе утро, Америка» на канале ABC. Эксклюзивные отрывки, например, расширенные эпизоды «Dance at the Gym» и «America», были представлены Энселом Эльгортом и Рэйчел Зеглер на 49-й ежегодной премии American Music Awards 22 ноября 2021 года.
Книга Лорана Бузеро о создании фильма, содержащая интервью с актёрами и съемочной группой, была выпущена издательством Abrams Books 16 ноября 2021 года. Специальный телевыпуск «Something’s Coming: Вестсайдская история — Специальный выпуск 20/20» вышел на канале ABC 5 декабря 2021 года.

### Цензура
Издание «Deadline Hollywood» сообщило, что фильм изначально был запрещён к прокату во всех странах Персидского залива, вероятно, из-за наличия трансгендерного персонажа Энибоди, которого сыграл небинарный актёр айрис менас. В некоторых случаях студия Disney якобы отказывалась вырезать сцены, запрошенные цензорами. Другой фильм Disney, «Вечные», также был запрещён к показу в странах Персидского залива, за исключением ОАЭ, хотя и с вырезанными интимными сценами. В «Вечных» фигурировала первая открытая однополая пара Marvel. «Вестсайдская история» в итоге вышла в кинотеатрах ОАЭ примерно через месяц.

### Выход на носителях
2 марта 2022 года «Вестсайдская история» вышла на стриминг-сервисах Disney+ и HBO Max. 15 марта фильм будет выпущен на Ultra HD Blu-ray, Blu-ray и DVD компанией 20th Century Studios Home Entertainment.

## Приём

### Кассовые сборы
По данным на 9 марта 2022 года «Вестсайдская история» собрала в США и Канаде $38,3 млн, в других странах — 35,5 млн, всего в мире — $73,8 млн. Для преодоления уровня окупаемости фильму требовалось собрать минимум $300 млн.

### Реакция критиков

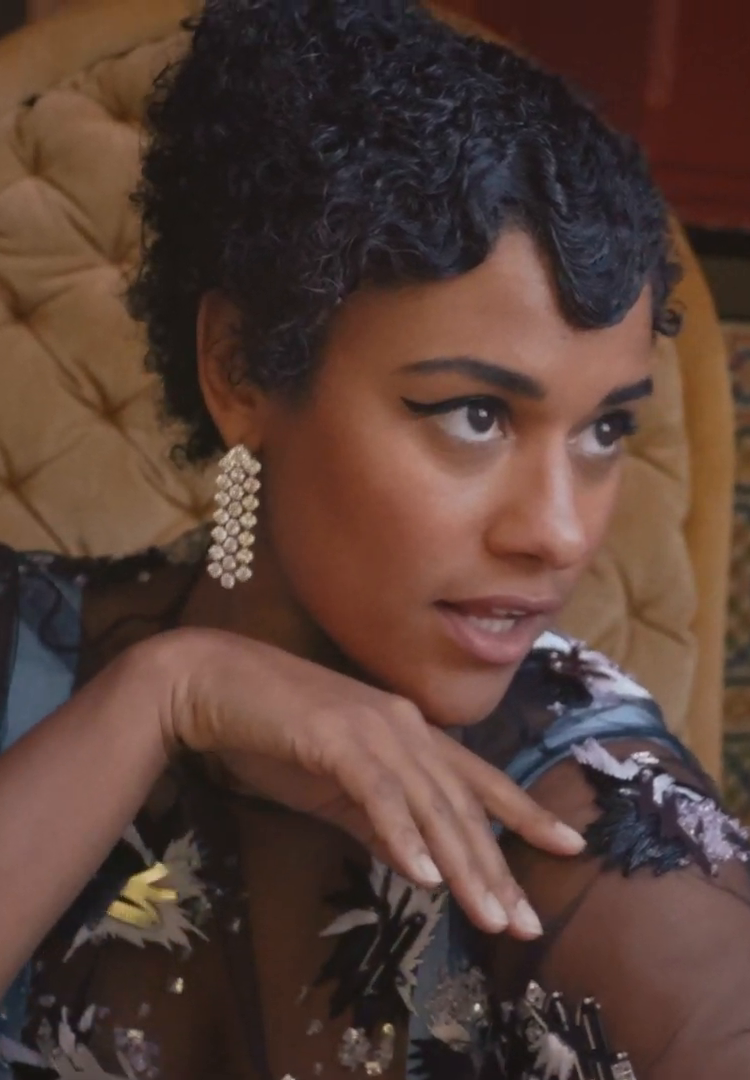
Ариана Дебос получила всеобщее признание критиков за роль Аниты

На агрегаторе рецензий Rotten Tomatoes «рейтинг свежести» фильма находится на уровне 91 % на основе 364 отзывов со средней оценкой 8,3/10. Консенсус критиков гласит: «„Вестсайдская история“ Стивена Спилберга представляет новый взгляд на классический мюзикл, который соответствует прекрасному предшественнику — и в некоторых отношениях может даже превзойти его». На Metacritic лента получила средневзвешенную оценку 85 балла из 100 на основе 62 рецензий, что, согласно классификации сайта, означает «всеобщее признание».

### Репрезентация пуэрториканцев
Некоторые пуэрториканцы и другие латиноамериканцы критически отнеслись к новой адаптации. Арлин Давила написала в статье для «El Nuevo Día»: «Грустно вновь осознавать того, что личности пуэрториканцев и латиноамериканцев будут сведены к выдуманным темам и идеям, взятым из пьесы о том, что такое „пуэрториканец“ и „латиноамериканец“ для белого воображения. Несомненно только то, что в настоящее время Голливуд невероятно белый и более исключительный, чем когда-либо». Мэнди Велес раскритиковала кастинг, заявив: «Ещё раз, актриса, играющая Марию, не пуэрториканка».
Аврора Флорес усомнилась в использовании акцентов в фильме и написала: «В конце концов, вам нужно нечто большее, чем просто консультанты. Вам нужны сценаристы, режиссёры и продюсеры. Нам нужно, чтобы наши истории рассказывались по-нашему». Арлин Давила отреагировала на это мнение, написав: «Давно пора покончить с недоделанными ремейками, импортом и адаптациями и требовать производства и оригинального контента, который написан и создан нашим разнообразным сообществом».
Джози Мелендес Эрнандес высоко оценила представление пуэрториканцев в фильме, написав: «Многие нервничали по поводу этой новой итерации мюзикла. Оригинальный фильм породил стереотипное представление о пуэрториканцах и нашей культуре, что с тех пор повлияло на то, как нас изображают в средствах массовой информации. На этот раз, со Спилбергом у руля, можно с уверенностью сказать, что многие вредные моменты первой адаптации были исправлены». Эрнандес также отметила, что в фильме «лучше представлены пуэрториканцы», отметив, что это не «мюзикл для латиноамериканцев».

## Награды и номинации
«Вестсайдская история» была номинирована на многие премии и получила награды от различных организаций, групп критиков и кругов, которые особенно отметили актёрский состав, режиссуру Спилберга, сценарий Кушнера и производственные достоинства фильма. На 94-й церемонии вручения премии «Оскар» фильм получил семь номинаций. Получив номинацию в категории «Лучший фильм», Спилберг стал самым номинированным человеком в категории с одиннадцатью фильмами. Номинация Спилберга за Лучшую режиссуру также сделала его первым режиссёром, номинировавшимся в этой категории шесть десятилетий подряд. Пол Тазвелл стал первым художником по костюмам афроамериканского происхождения, получившим номинацию в категории «Лучший дизайн костюмов».
На 79-й церемонии вручения премии «Золотой глобус» лента получила номинации в четырёх категориях, одержав победу в трёх, включая «Лучший фильм — комедия или мюзикл». Рэйчел Зеглер вошла в историю как первая актриса колумбийского/латиноамериканского происхождения, получившая награду за Лучшую женскую роль в комедии или мюзикле за роль Марии, а также ставшая самой молодой победительницей в этой категории в возрасте 20 лет. «Вестсайдская история» вместе с «Белфастом» была номинирована на одиннадцать категорий 27-й премии Critics' Choice Awards, включая «Лучший фильм», и одержала победу в двух, включая «Лучший монтаж». Лента также получила пять номинаций на 75-й премии BAFTA, включая номинацию за «Лучшую мужскую роль второго плана» для Майка Файста, и победила в двух, включая «Лучший кастинг».
Ариана Дебос стала первой афро-латиноамериканкой и открытой цветной квир-женщиной в истории, получившей премию Гильдии киноактёров США за лучшую женскую роль второго плана. Она также получила аналогичные премии «Золотой глобус», BAFTA и Critics' Choice Awards. Также Дебос удостоена премии «Оскар» в аналогичной номинации.
| Список наград и номинаций | Список наград и номинаций | Список наград и номинаций            | Список наград и номинаций                                            | Список наград и номинаций |
| Кинопремия                | Дата церемонии            | Категория                            | Номинант(ы)                                                          | Результат                 |
| ------------------------- | ------------------------- | ------------------------------------ | -------------------------------------------------------------------- | ------------------------- |
| Оскар                     | 2022                      | Лучший фильм                         | Стивен Спилберг и Кристи Макоско Кригер                              | Номинация                 |
| Оскар                     | 2022                      | Лучшая режиссёрская работа           | Стивен Спилберг                                                      | Номинация                 |
| Оскар                     | 2022                      | Лучшая актриса второго плана         | Ариана Дебос                                                         | Победа                    |
| Оскар                     | 2022                      | Лучшая операторская работа           | Януш Каминский                                                       | Номинация                 |
| Оскар                     | 2022                      | Лучшая работа художника-постановщика | Адам Стокхаузен, Рена ДеАнджело                                      | Номинация                 |
| Оскар                     | 2022                      | Лучший дизайн костюмов               | Пол Тазевелл                                                         | Номинация                 |
| Оскар                     | 2022                      | Лучший звук                          | Тодд Мэйтленд, Гэри Ридстром, Брайан Чамни, Энди Нельсон и Шон Мёрфи | Номинация                 |